# 자이로폰딜루스

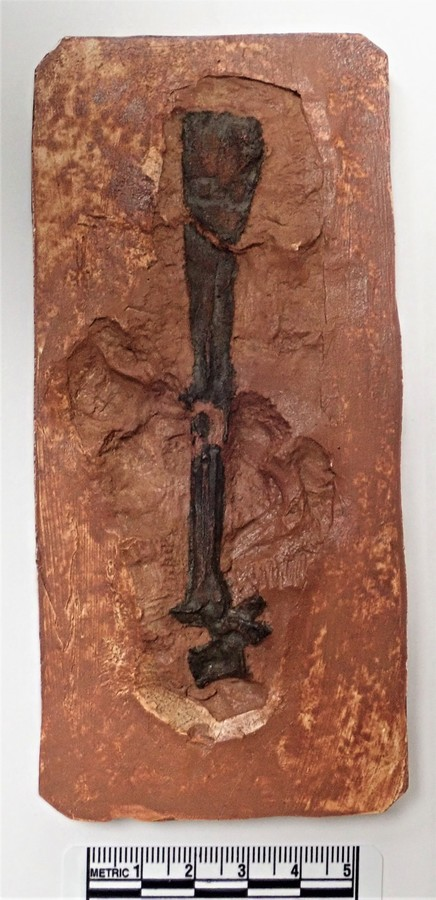

자이로폰딜루스(학명:Xyrospondylus ecordi)는 반룡목 에다포사우루스과에 속하는 도마뱀이다. 지금은 멸종된 종으로서 전체적인 몸길이가 2~3m인 거대한 도마뱀에 속한다.

## 특징
자이로스폰딜루스(Xyrospondylus)는 에다포사우루스과(Edaphosauridae)에 속하는 멸종된 비조류 시냅스과 동물이다. 모식종인 자이로폰딜루스 에코르디는 1982년에 이름이 붙여졌다. 이것은 원래 1957년에 에다포사우루스의 한 종으로 명명되었다. 그것은 미국의  캔자스주에서 펜실베니아 (미수리아) 동안 살았고 아마도 콜로라도주에서도 살았을 것이고 완모형은 스탠튼 층에서 발견된 하나의 경추에서 알려져 있다. 골반 조각으로 구성된 두 번째 검체도 알려져 있다. 콜로라도주에서 발견된 세 번째 표본이 알려져 있지만 자이로스폰딜루스와는 관련이 없는 것으로 보인다. 자이로폰딜루스는 에다포사우루스과의 특징인 등에 돛을 달고 있으며 이는 몸의 체온을 유지하는 데에 있어 매우 유용한 기능을 했을 것으로 보인다. 앞다리와 뒷다리도 길고 튼튼하게 발달되어 있다. 양턱에는 톱니 모양의 이빨이 총 15~25개로 나 있다. 먹이로는 당대에 서식했던 곤충, 절지동물, 무척추동물과 같은 육식성의 먹이와 식물의 잎, 열매, 씨앗과 같은 초식성의 먹이까지 같이 섭이했을 잡식성의 도마뱀으로 추정되는 종이다.

## 생존시기와 서식지와 화석의 발견
자이로폰딜루스가 생존했었던 시기는 고생대의 석탄기로서 지금으로부터 3억 5920만년전~2억 9900만년전에 생존했었던 종이다. 생존했었던 시기에는 북아메리카를 중심으로 하여 당시에 존재했었던 초원, 산림에서 주로 서식했었던 도마뱀이다. 화석의 발견은 1957년에 미국의 캔자스주와 콜로라도주에 형성된 석탄기의 지층에서 미국의 고생물학자인 로버트 히튼과 핀에 의하여 처음으로 화석이 발견되어 새롭게 명명된 종이며 이후인 1982년에 캐나다의 고생물학자인 로버트 라파엘 레이즈에 의하여 지금의 자이로스폰딜루스 에코르디라는 이름으로 명명되었다.

## 같이 보기
- 파충류
- 고생대
- 석탄기
- 반룡류
- 단궁류
- 도마뱀
- 화석